# Oecetis satyagraha
Oecetis satyagraha är en nattsländeart som beskrevs av Schmid 1995. Oecetis satyagraha ingår i släktet Oecetis och familjen långhornssländor. Inga underarter finns listade i Catalogue of Life.